# 圣穆尼奥斯
圣穆尼奥斯，是西班牙卡斯蒂利亚-莱昂萨拉曼卡省的一个市镇。 总面积54平方公里，总人口346人（2001年），人口密度6人/平方公里。